# Колфари (Козенца)
Колфари је насеље у Италији у округу Козенца, региону Калабрија.
Према процени из 2011. у насељу је живело 37 становника. Насеље се налази на надморској висини од 12 м.